# Live in Moscow 2013
Live in Moscow 2013 é o primeiro álbum ao vivo da banda de rock alternativo finlandesa Poets of the Fall. O álbum, que foi gravado durante um dos shows da turnê dos 10 anos da banda., foi lançado em CD e DVD em 2013.

## Faixas
1. "Intro"
2. "Delicious"
3. "Locking Up the Sun"
4. "Kamikaze Love"
5. "The Ballad of Jeremiah Peacekeeper"
6. "Given and Denied"
7. "Don't Mess with Me"
8. "Temple of Thought"
9. "Everything Fades"
10. "Cradled in Love"
11. "Stay"
12. "Running Out of Time"
13. "Illusion & Dream"
14. "Diamonds for Tears"
15. "Late Goodbye"
16. "Sleep"
17. "Dreaming Wide Awake"
18. "Carnival of Rust"
19. "Lift"
20. "The Happy Song"
21. "Credits"

Extras
- Deeper Than Skin (Interview)
- Every Shade Of Grey (Tour Documentary)
- Picture Gallery

## Créditos Musicais
- Marko "Mark" Saaresto: voz
- Olli "Ollie" Tukiainen: guitarra, violão
- Markus "Captain" Kaarlonen: teclados e efeitos

### Músicos de apoio
- Jaska "Daddy" Mäkinen: guitarra rítmica
- Jani Snellmann: baixo
- Jari Salminen: bateria